# Stypiura dircennae
Stypiura dircennae är en stekelart som först beskrevs av Bertoni 1926.  Stypiura dircennae ingår i släktet Stypiura och familjen bredlårsteklar. Inga underarter finns listade i Catalogue of Life.